# Fontaine Desaix (Michel et Antoine Channeboux)
Ne doit pas être confondu avec Fontaine Desaix (Charles Percier) ou Fontaine Desaix (Claude-François-Marie Attiret).
Fontaine Desaix (Michel Channeboux) redirige ici. Pour les articles homonymes, voir Monuments Desaix (homonymie) .
La fontaine Desaix est une fontaine érigée à Combronde. Elle est l'œuvre des sculpteurs Michel et Antoine Channeboux, père et fils, et rend hommage au général Louis Charles Antoine Desaix.

## Description
Le monument est composé d'une partie centrale en trachy-andésite sur laquelle deux plaques en marbre blanc portent les inscriptions suivantes :
- côté sud

- côté nord

## Histoire

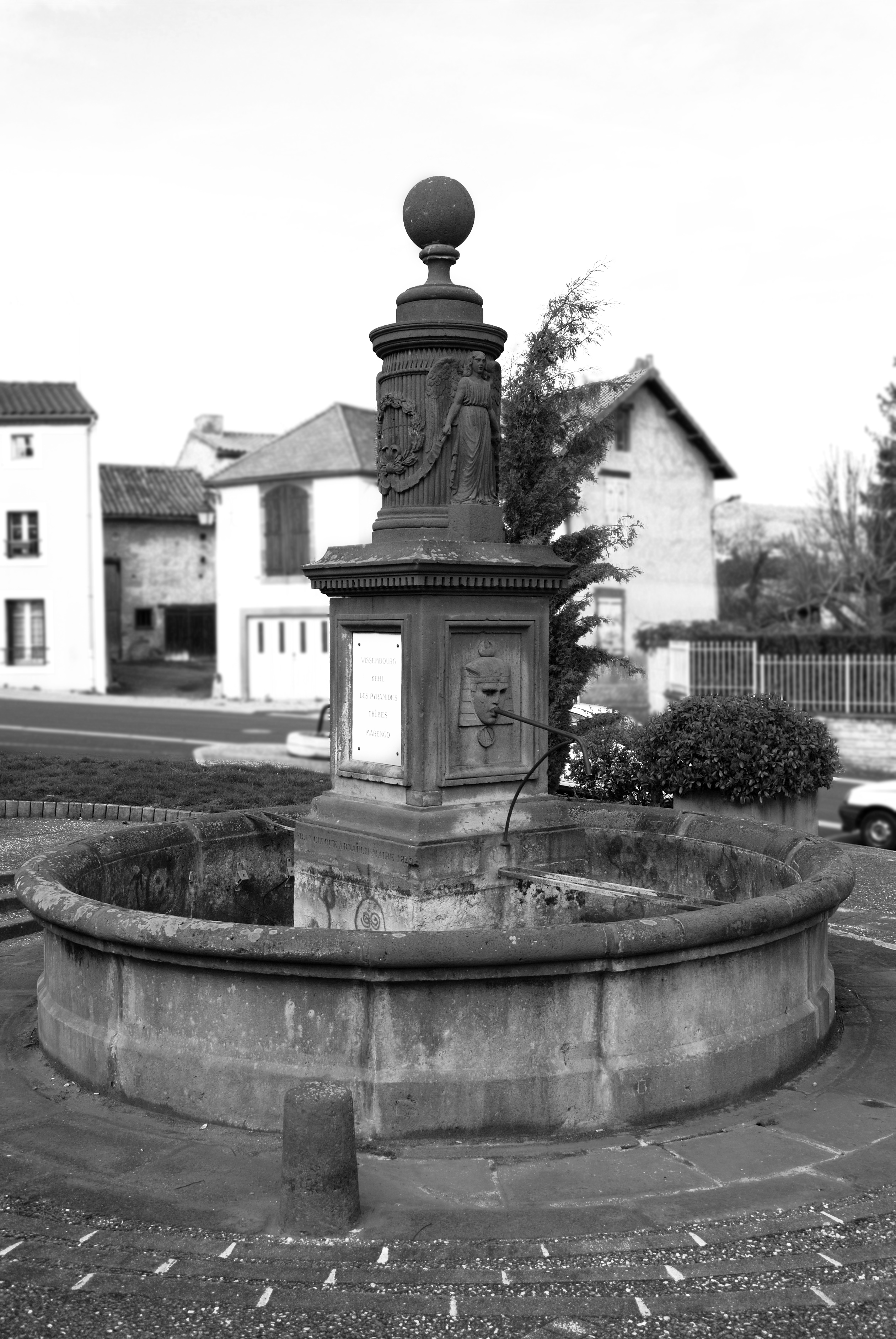
Vue générale de la fontaine.